# Anthurium achupallense
Anthurium achupallense är en kallaväxtart som beskrevs av Thomas Bernard Croat. Anthurium achupallense ingår i släktet Anthurium och familjen kallaväxter. Inga underarter finns listade.